# Ramdasoma
Ramdasoma is een geslacht van vliesvleugeligen uit de familie van de Eurytomidae. De wetenschappelijke naam van dit geslacht werd voor het eerst geldig gepubliceerd in 1994 door T. C. Narendran.

## Soorten
Het geslacht Ramdasoma omvat de volgende soorten:
- Ramdasoma peethodaris Narendran, 1994
- Ramdasoma simplexus Narendran, 1994
- Ramdasoma zandanus Narendran, 1994